# U Municipality
U Municipality är en kommun i Mikronesiska federationen.   Den ligger i delstaten Pohnpei, i den östra delen av landet, 13 km öster om huvudstaden Palikir. Antalet invånare är 2 685.